# Okonomiyaki

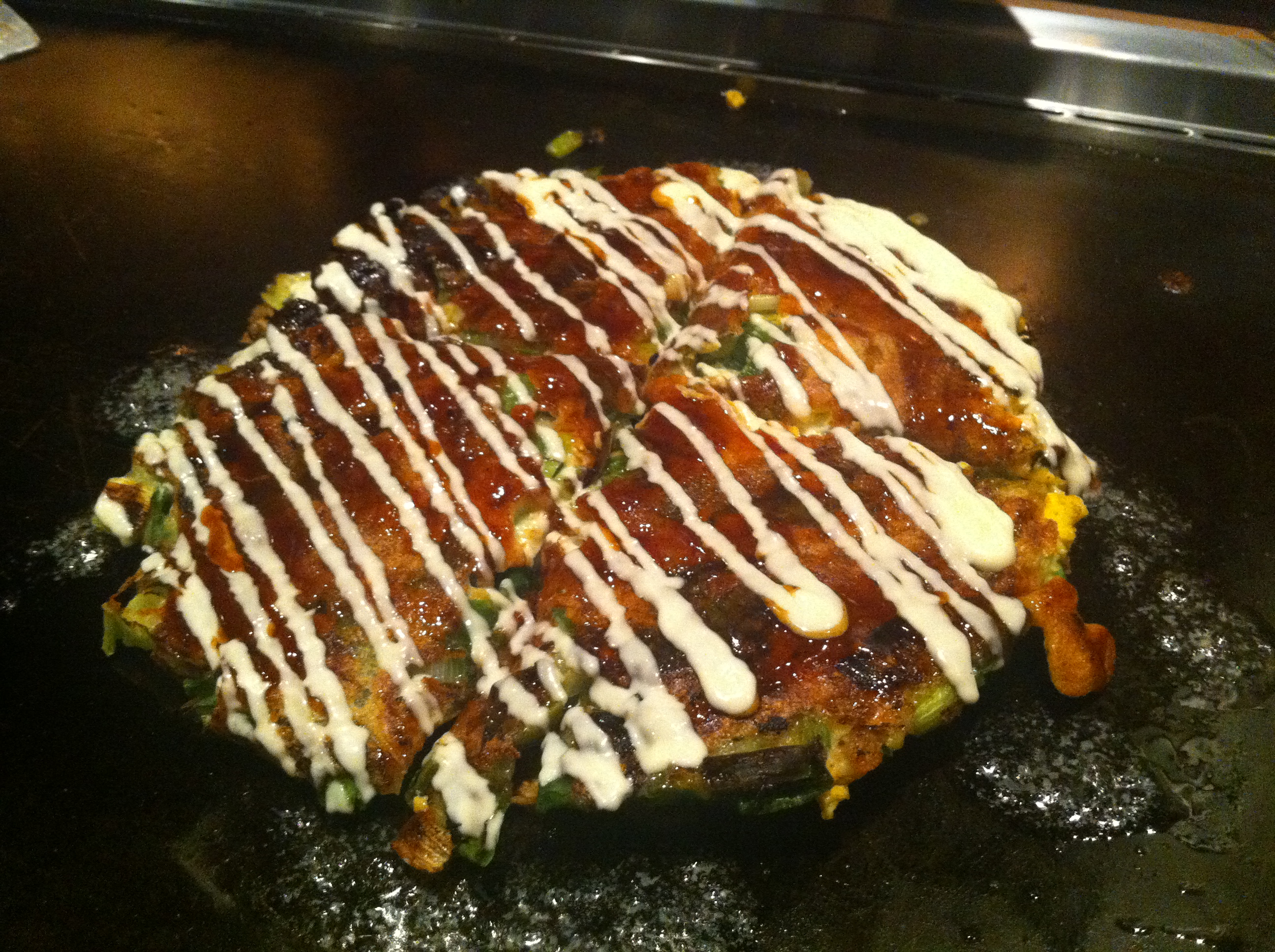
Okonomiyaki

Okonomiyaki (お好み焼き o-konomi-yaki?) ( ascultă) este o clătită sărată japoneză care conține o largă varietate de ingrediente. Numele acestui fel de mâncare este derivat din cuvintele okonomi, care înseamnă „cum vă place” sau „ce vă place”, și yaki, cu sensul de „gătit”. Okonomiyaki este asociat în principal cu zonele Kansai sau Hiroshima din Japonia, dar este disponibil pe scară largă în întreaga țară. În funcție de regiune, există diferite ingrediente și tipuri de aluat. În zona Tokyo, o variantă semi-lichidă de okonomiyaki este numită monjayaki.

## Zona Kansai
Okonomiyaki în stilul Kansai-Osaka este versiunea predominantă dintre cele care sunt gătite în Japonia. Aluatul se face din făină, nagaimo ras (un tip de yam), apă sau dashi, ouă, varză tocată, și de obicei conține și alte ingrediente, precum ceapă verde, carne (în general, burtă de porc tăiată subțire, de multe ori confundat cu bacon), caracatiță, calmar, creveți, legume, konjac, mochi sau brânză. Okonomiyaki este uneori comparat cu o omletă sau o clătită și poate fi numită și „pizza japoneză” sau „mâncare pentru suflet din Osaka”.
Unele restaurante okonomiyaki oferă posibilitatea clienților să își gătească singuri mâncarea: chelnerul aduce la masă toate ingredientele necesare, iar clientul le amestecă și le gătește la mese dotate cu teppan sau plite fierbinți speciale. Alte restaurante pot avea bucătăria la vedere, de obicei peste o tejghea, unde bucătarul pregătește mâncarea în fața clienților.
În Osaka (cel mai mare oraș din regiunea Kansai), de unde se spune că acest fel de mâncare este originar, okonomiyaki este pregătit similar cu o clătită. Aluatul și celelalte ingrediente sunt coapte în tigaie sau pe un teppan pe ambele părți, cu ajutorul a două spatule de metal, care sunt folosite ulterior pentru a felia clătita când este coaptă. Clătita okonomiyaki este apoi acoperită cu ingrediente care includ sos otafuku/okonomiyaki (similar cu sosul Worcestershire, dar mai gros și mai dulce), aonori (fulgi de alge marine), katsuobushi (fulgi de bonito), maioneza japoneză și ghimbir murat (beni shōga).

### Variante

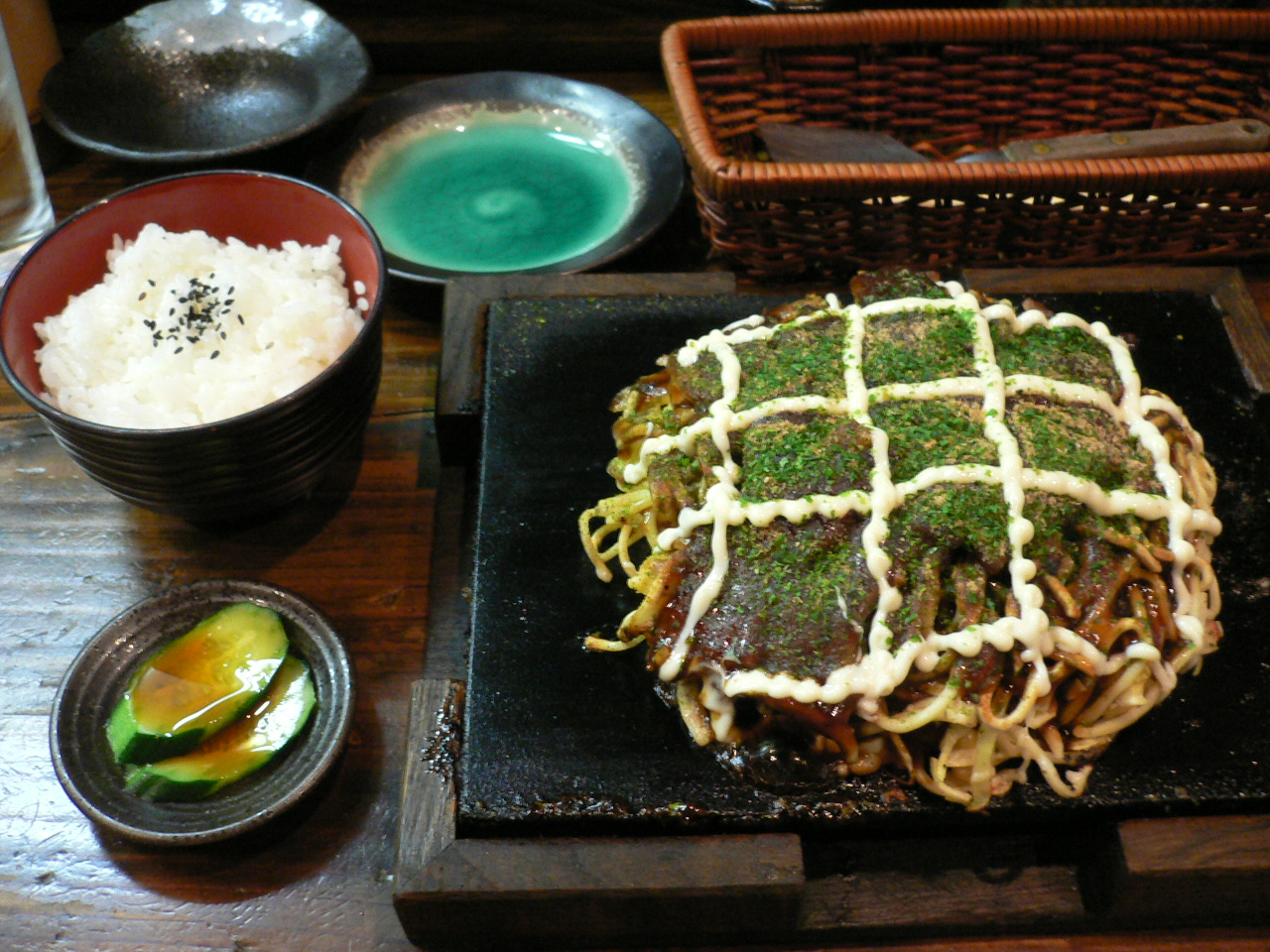
Modan-yaki în stil Osaka pentru prânz

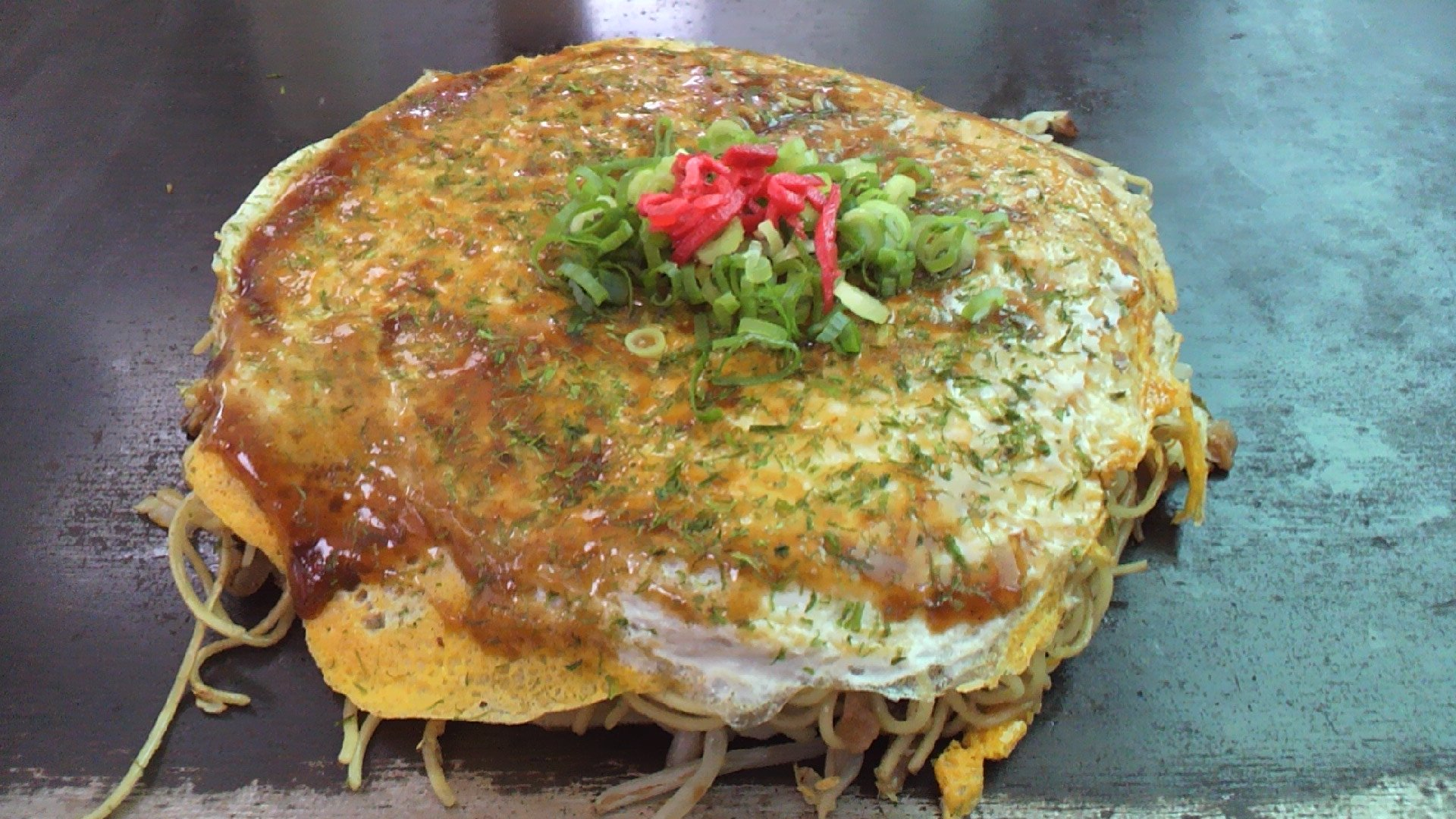
Okonomiyaki în stil Hiroshima

Atunci când este servit cu un strat de tăiței prăjiți (fie yakisoba, fie udon), felul rezultat este numit modan-yaki (モダン焼き?), nume care ar putea fi derivat din cuvântul latin „modern” sau un derivat regresiv de la  (盛りだくさん mori dakusan?), însemnând „foarte mult” sau „cu vârf” și semnificând volumul mare al felului care conține și tăiței, și okonomiyaki.
Negiyaki (ねぎ焼き?) este o variantă mai subțire de okonomiyaki cu o cantitate mai mare de ceapă verde, fiind comparabil cu versiunea coreeană (pajeon) și cea chineză (clătite cu ceapă verde).

## Zona Hiroshima

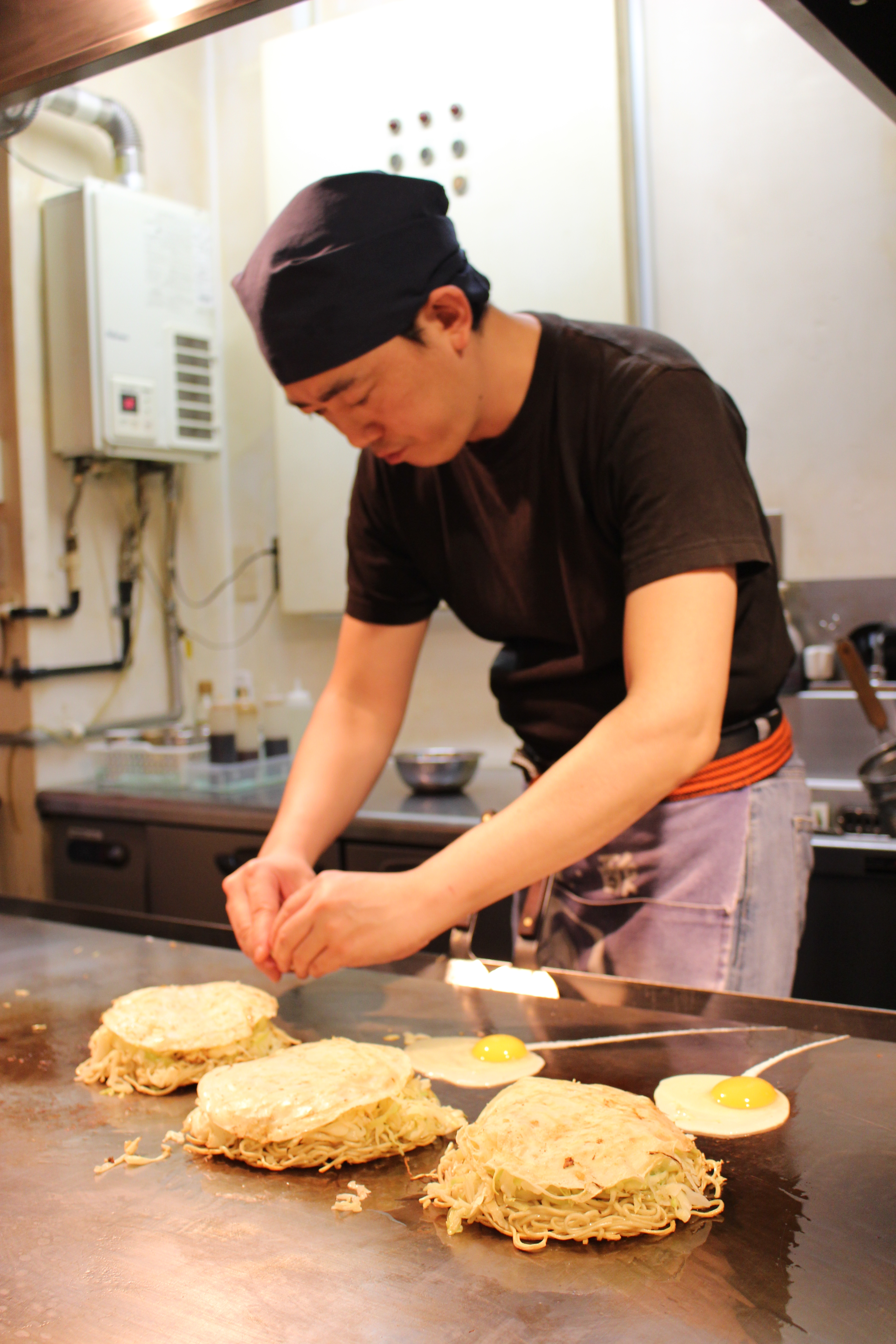
Un bărbat pregătește okonomiyaki într-un restaurant din Hiroshima

În Hiroshima, ingredientele sunt stratificate și nu amestecate. Straturile sunt, de obicei, aluat, varză, carne de porc și ingrediente opționale, precum calmar, caracatiță și brânză. Tăițeii (yakisoba, udon) sunt, de asemenea, utilizați ca topping, cu ou prăjit și o cantitate generoasă de sos okonomiyaki.
Cantitatea de varză folosit este, de obicei, de trei până la patru ori mai mare decât cantitatea utilizată în Osaka. Varza tocată este la început menținută într-o formă înaltă, iar în timpul gătitului este presată și aplatizată de bucătari. Ordinea straturilor poate varia ușor în funcție de stilul și preferința bucătarului, iar ingredientele variază în funcție de preferința clientului. Acest stil de a găti este numit și Hiroshima-yaki sau Hiroshima-okonomi.
Okonomi-mura, în Naka-ku din Hiroshima, a fost parcul tematic cu mâncare preferat de familiile din Japonia, conform unui sondaj din aprilie 2004.

## Alte zone
- Districtul Tsukishima din Tokyo este popular atât pentru okonomiyaki, cât și pentru monjayaki. Monjayaki este o variantă mai lichidă de okonomiyaki. Strada principală din această zonă este numită „Strada Monja”[4].
- În Hamamatsu, takuan (daikon murate) este amestecat în okonomiyaki.
- În Okinawa, okonomiyaki este numit hirayachi (ヒラヤーチー) și este mai subțire decât în alte zone. Oamenii îl gătesc de obicei acasă, astfel încât există doar câteva restaurante okonomiyaki în Okinawa, dar nici unul dintre ele nu servește hirayachi[5].
- În Hinase, Okayama, stridii (kaki) sunt amestecate în okonomiyaki, pentru a găti kaki-oko.
- În Kishiwada, Osaka, o variantă de okonomiyaki numită kashimin-yaki este făcută din carne de pui și seu în loc de carne de porc.
- În Fuchu, Hiroshima, okonomiyaki este făcut cu carne tocată în loc de bacon.
- În prefectura Tokushima, kintoki-mame este amestecat în okonomiyaki.

## Istoric

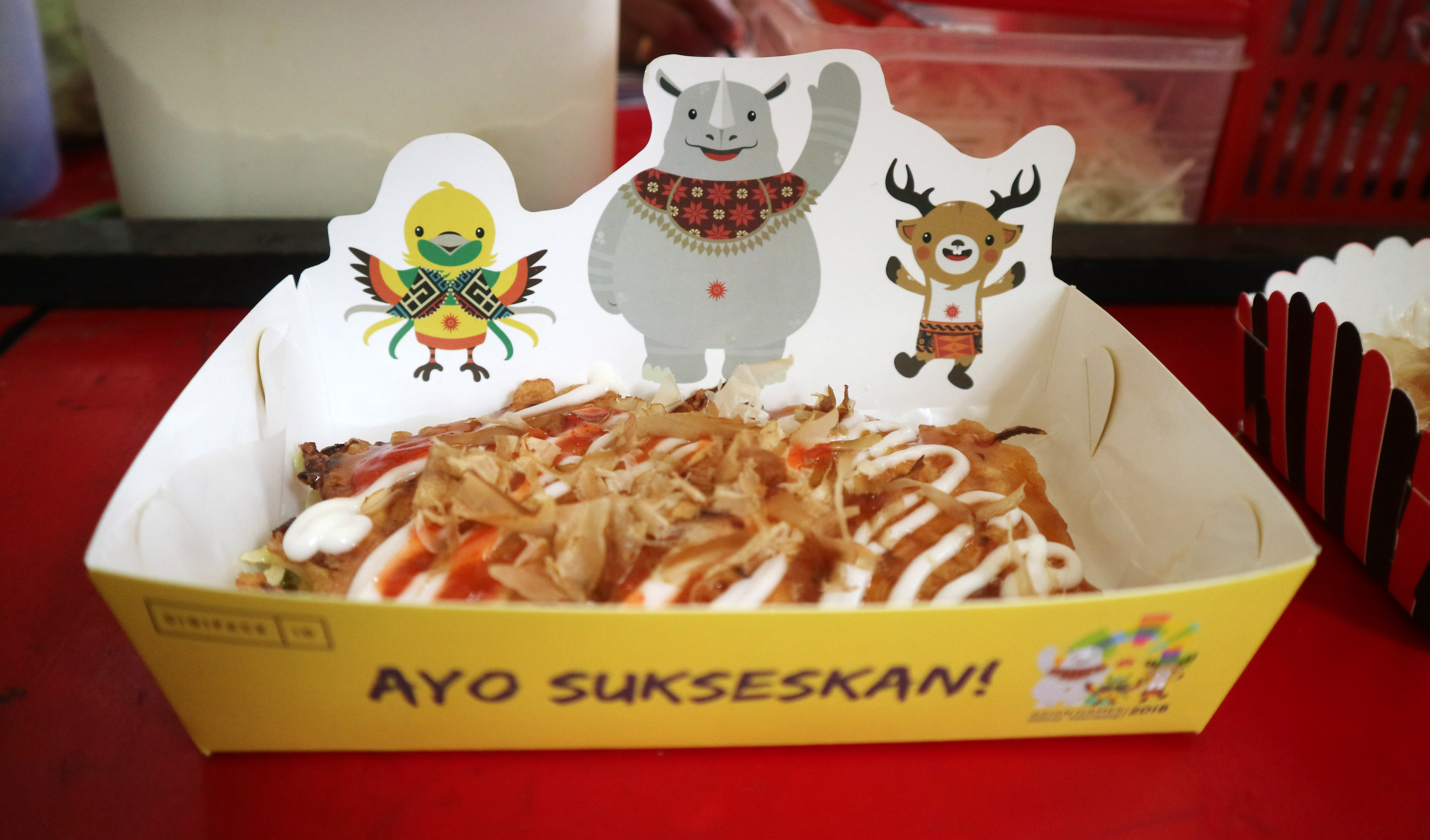
Okonomiyaki servit într-un foodcourt la Jocurile Asiatice 2018 în Jakarta

Cercetătorul Tekishū Motoyama a subliniat că un fel de clătită subțire numită funoyaki (麩の焼き?) ar putea fi un precursor, deși nu include elemente care să o facă identificabilă ca okonomiyaki. Mențiuni ale cuvântului funoyaki apar încă din secolul al XVI-lea, iar Sen no Rikyū scrie despre aceasta, dar gustul și aspectul nu pot fi decât speculate. Se presupune că ar fi inclus și fu (gluten de grâu). Cu siguranță, spre sfârșitul perioadei Edo, funoyaki se referea la o clătită subtire coaptă pe o oală, unsă cu miso pe o parte.
Această formă, scrie Motoyama, a fost modificată prin folosirea de nerian (練り餡?) (pastă dulce de fasole) și a ajuns să fie numită gintsuba (銀つば?) în Kyoto și Osaka, iar apoi a ajuns în Edo (Tokyo), unde a fost numită kintsuba (金つば?), și unde a fost creată varianta Sukesōyaki (助惚焼?), o specialitate din Kōjimachi.
În epoca Meiji, acest fel de mâncare a început să fie preparat comercial de dagashiya (駄菓子屋?), care l-a numit mojiyaki (文字焼き?). După marele cutremur din Kanto din 1923, atunci când oamenii nu mai aveau dotări, gătitul acestor clătite a devenit un fel de distracție. Această modă a devenit foarte populară și, în curând, pe lângă tipurile dulci au apărut cele sărate, care conțineau pește, legume și carne.
O versiune mai simplă de okonomiyaki, realizată cu ingrediente ușor accesibile, a devenit populară în Japonia în timpul celui de-al doilea Război Mondial, când orezul era greu de procurat. Clătita de grâu era nutritivă, sățioasă și ieftină, fiind de multe ori servită drept gustare copiilor.
Forma issen yōshoku (一銭洋食?) de la Kyoto, care a apărut în timpul perioadei Taishō, poate să fi fost un precursor al okonomiyaki, deoarece folosește sos Worcestershire și ceapă verde tocată.
Okonomiyaki și takoyaki sunt populare ca mâncare stradală în multe locuri din Asia, precum Taipei, Bangkok și Jakarta.